# Eagleville, Missouri
Eagleville är en ort i Harrison County i Missouri. Vid 2010 års folkräkning hade Eagleville 316 invånare. Postkontoret i Eagleville grundades 1853 under namnet Eagle. Namnbytet till Eagleville skedde 1881.